# Sphaerodactylus asterulus
Sphaerodactylus asterulus är en ödleart som beskrevs av  Schwartz och GRAHAM 1980. Sphaerodactylus asterulus ingår i släktet Sphaerodactylus och familjen geckoödlor. Inga underarter finns listade i Catalogue of Life.